# Lewisville (Texas)
Lewisville es una ciudad ubicada en el condado de Denton en el estado estadounidense de Texas. En el Censo de 2010 tenía una población de 95.290 habitantes y una densidad poblacional de 866,3 personas por km².

## Historia
Lewisville fue fundada por colonizadores procedentes de Misuri. En 1844, John W. King y su esposa asentado en el lado este de la pradera en el norte de Texas. John and James Holford, Iglesias bautistas de condado de Platte, Misuri la llamó "Holford's Prairie".

## Geografía
Lewisville se encuentra ubicada en las coordenadas 33°2′48″N 96°58′55″O / 33.04667, -96.98194. Según la Oficina del Censo de los Estados Unidos, Lewisville tiene una superficie total de 110 km², de la cual 94,27 km² corresponden a tierra firme y (14.3%) 15,73 |km² es agua. Está situado en el extremo sur de la del Condado de Denton y el extremo norte del área metropolitana de Dallas-Fort Worth. Se encuentra ubicado en la parte oriental de la zona de Cross Timbers de Texas entre las praderas de Texas Blackland y la Grand Prairie. Características geográficas incluyen Lewisville Lake, el Tenedor Elm del río Trinity, y dos afluentes locales del Tenedor Elm, cala de la Pradera y de Timber Creek. Vista Ridge, una pequeña meseta, es en la esquina sureste de Lewisville.

## Demografía
Según el censo de 2010, había 95.290 personas residiendo en Lewisville. La densidad de población era de 866,3 hab./km². De los 95.290 habitantes, Lewisville estaba compuesto por el 65.34% blancos, el 11.19% eran afroamericanos, el 0.65% eran amerindios, el 7.76% eran asiáticos, el 0.07% eran isleños del Pacífico, el 11.79% eran de otras razas y el 3.2% pertenecían a dos o más razas. Del total de la población el 29.16% eran hispanos o latinos de cualquier raza.